# Paraplectana sakaguchii
Paraplectana sakaguchii är en spindelart som beskrevs av Toshio Uyemura 1938. Paraplectana sakaguchii ingår i släktet Paraplectana och familjen hjulspindlar. Inga underarter finns listade i Catalogue of Life.